# (181751) Фенопс
(181751) Фенопс (лат. Phaenops) — типичный троянский астероид Юпитера, движущийся в точке Лагранжа L5, в 60° позади планеты. Астероид был открыт 17 апреля 1996 года бельгийским астрономом Эриком Эльстом в обсерватории Ла-Силья и назван в честь одного из героев Троянской войны.

Орбита астероида Фенопс и его положение в Солнечной системе